# David Douglas Crosby

Bischofswappen von Douglas Crosby

David Douglas Crosby OMI (* 28. Juni 1949 in Marathon, Ontario) ist ein kanadischer Geistlicher und Bischof von Hamilton.

## Leben
David Douglas Crosby trat der Ordensgemeinschaft der Oblaten (OMI) bei, legte die Profess am 16. September 1973 ab und empfing am 27. September 1975 die Priesterweihe. Danach wirkte er als Seelsorger und war Provizialsuperior seines Ordens.
Papst Johannes Paul II. ernannte ihn am 24. Oktober 1997 zum Bischof von Labrador City-Schefferville. Die Bischofsweihe spendete ihm der Erzbischof von Keewatin-Le Pas, Peter Alfred Sutton OMI, am 2. Januar des nächsten Jahres; Mitkonsekratoren waren Pierre Morissette, Bischof von Baie-Comeau, und Raymond John Lahey, Bischof von St. George’s.
Am 6. August 2003 wurde er zum Bischof von St. George’s ernannt, ab 2007 von Corner Brook und Labrador. Am 24. September 2010 wurde er zum Bischof von Hamilton ernannt und am 8. November desselben Jahres in das Amt eingeführt. Am 1. Juni 2022 berief ihn Papst Franziskus zudem zum Mitglied der Kongregation für den Gottesdienst und die Sakramentenordnung.